# Canada-Ukraine Free Trade Agreement
Canada-Ukraine Free Trade Agreement (CUFTA, Oekraïens: "Угода про вільну торгівлю між Україною та Канадою") is een vrijhandelsverdrag tussen Canada en Oekraïne. Volgens het verdrag heffen de ondertekenende partijen douanerechten op in wezen alle goederen die in het ene land zijn geproduceerd en in het andere worden ingevoerd. De overeenkomst is op 11 juli 2016 in Kiev, Oekraïne, ondertekend en is op 1 augustus 2017 in werking getreden.
De ondertekeningsceremonie vond plaats in Kiev en het werd bijgewoond door Justin Trudeau (premier van Canada), Chrystia Freeland (minister van internationale handel (Canada)), Petro Poroshenko (president van Oekraïne), Volodymyr Groysman (premier van Oekraïne), Stepan Kubiv (eerste vice-premier van Oekraïne en minister van economische ontwikkelingen en handel van Oekraïne).
Het ratificatieproces van het verdrag werd in juni 2017 gesloten, en het verdrag trad op 1 augustus 2017 in werking.